# Harry Archibald
Pour les articles homonymes, voir Archibald.
Harry Grenfell Archibald (21 septembre 1910-septembre 1965) est un homme politique canadien de la Colombie-Britannique. Il est député fédéral social-démocratique de la circonscription britanno-colombienne de Skeena de 1945 à 1949. 

## Biographie
Né à Wynot (en) en Saskatchewan, Archibald est un sympathisant trotskiste. Élu en 1945, il est membre de lu Parti révolutionnaire ouvrier durant une partie de son mandat à la Chambre des communes du Canada. Il est défait aux élections de 1949 et de 1953.
Entre 1943 et 1945, il est aviateur-chef dans l'Aviation royale canadienne.